# Успенская, Ксения Николаевна
Ксе́ния Никола́евна Успе́нская (Кологривова; 1922 — 2019) — советская и российская художница.

## Биография
Родилась 27 ноября 1922 года в Воронеже, где, в основном, и прожила жизнь. Окончила факультет керамики Московского института прикладного и декоративного искусства в 1949 году, занималась живописью под руководством А. А. Дейнеки.
Работы в жанрах тематической картины, портрета, пейзажа, натюрморта. Член СХ СССР с 1955 года.
Самое известное произведение Ксении Успенской — картина «Не взяли на рыбалку» (1955) находится в ГТГ.
Скончалась 13 апреля 2019 года. Похоронена в Воронеже на Коминтерновском кладбище рядом с мужем

## Семья
- муж — Василий Криворучко[2] (10 августа 1919 — 17 ноября 1994), живописец, член Союза художников (1952).